# Градинска ангелика
Градинската ангелика (Angelica archangelica L.), популярна още като лечебна пищялка, е двугодишно (рядко многогодишно) тревисто растение от семейство Сенникови. Включена е в списъка на лечебните растения съгласно Закона за лечебните растения.

## Етимология
Archangelica идва от гръцката дума „arkhangelos“ (арх-ангел), което се дължи на мита, че архангел Михаил разказал за използването ѝ като лекарство.

## Описание
Ангеликата е тревисто растение с късо месесто коренище. Стъблото е право, цилиндрично, в горната част разклонено и достига 1,5 m височина, в по-голямата част с виолетова багра. Листата са двойно или тройно пересто разделени, с големи, силно издути влагалища. Съцветието е сложен сенник с 20 – 40 главни лъча. Цветовете на лечебната пищялка са жълтозеленикави, а на горската – бели, понякога бледорозови или кремави. Има 5 елиптични, завити навътре, зеленикавожълти или зеленикавобеливенчелистчета. Плодът е яйцевиден, странично сплеснат, гол, със силна характерна миризма (както и коренището), разпадащ се на две крилати половинки. Цъфти в периода юли – август.

## Разпространение
Вирее по влажни и сенчести места, край реките в цялата страна до 2000 m. По произход е от Евразия, а се отглежда с комерсиални цели в много страни: Белгия, Германия, Франция и др.
До 1924 г. в България е намирано в Североизточна България (Омуртаг), Средна Стара планина (Рибарица, долината на река Бели Осъм и Вит) и Западните Родопи (Пещера, Батак). Днешното му разпространение, в пределите на България, е несигурно.
Среща се в Северна и Централна Европа.

## Употреба
От 10 век нататък ангеликата се отглежда като зеленчук и лечебно растение.
Маслото от ангелика се използва в производството на ликьори като бенедиктин и шартрьоз, добавя се в джина и вермута, в сладкарството, тютюневата промишленост, като ароматизатор на бонбони и пр.
Съдържанието на етерично масло в семената е 1,5%, а в корените – 0,1 – 0,4% (максимално 0,35 – 0,5% – седмица преди цъфтежа). Ако се дестилират раздробени сухи корени, добивът на масло се увеличава с 25%, но за сметка на това качеството се понижава. Добивите на сухи корени от ангелика са в рамките на 120 – 250 kg/дка. Маслото от ангелика съдържа най-вече феландрен.
Северните народи я добавят като овкусител към млякото на северния елен.
Стъблата и се захаросват и се използват с декорираща цел.
През 12 век популярна става употребата на стъблото в Скандинавия като музикален инструмент, който наподобява флейта.
Ангеликата е добър медонос. Добивите на мед от един дка са в рамките на 9 – 10 kg.

## Химичен състав
Корените на растението съдържат:
Танин, етерично масло, кумарини (ангелицин, остол, остенол, императорин, ксантотоксин, бергаптен, умбелиферон, умбелипренин), кумаринови производни (императорин, ксантоксол, бергаптен, ксантотоксин, фурокумарина фелоптерин), лактон, архицин, флавоноиди, бета-ситостерол, тлъсто масло, ангеликова и валерианова киселина, витамин B12, ниацин, фолиева киселина.
Плодовете на ангеликата съдържат следните вещества: етерично масло, тлъсто масло, кумаринови производни – ксантоксол, фурокумарина фелоптерин, бергаптен, ксантотоксин, императорин и др.